# Jyrki Katainen
Jyrki Tapani Katainen (Siilinjärvi, Finlàndia 1971) és un polític finlandès i, Primer Ministre de Finlàndia des del 22 de juny de 2011 fins a 24 de juny de 2014 pel conservador Partit de la Coalició Nacional, formació de la qual és líder des de l'any 2004. També fou Viceprimer Ministre i Ministre de Finances (2007-2011). Des de l'1 de novembre de 2014 és Comissari Europeu d'Ocupació, Creixement, Inversions i Competitvitat en la Comissió Juncker.

## Carrera
Jyrki Katainen va néixer el 14 d'octubre de 1971 a Siilinjärvi, un poble situat a la Savonia, a Finlàndia. És fill d'un mecànic d'aviació retirat i d'una secretària d'ajuntament.
El 1990 va graduar-se a una escola de secundària de Siilinjärvi. El mateix any ingressà a la Universitat de Tampere (a la Finlàndia Occidental) allà va cursar els estudis de ciències socials, on va graduar-se el 1998. Posteriorment treballà com a professor realitzant substitucions.
Més tard fou membre de l'ambaixada de Finlàndia a Londres.
El 1987 es va afiliar al Partit de la Coalició Nacional. Posteriorment ha estat regidor a l'ajuntament de la seva vila natal, Siilinjärvi, entre 1993 i 2010. El 1994 fou nomenat vicepresident de la Lliga Jove del Partit de la Coalició (les joventuts del Partit de la Coalició Nacional). Tot i això dimití del càrrec l'any següent.
El 1998 fou nomenat com un dels vicepresidents de les joventuts del Partit Popular Europeu, càrrec que ocupà fins a l'any 2000.
A les eleccions parlamentàries de 1999 Katainen fou elegit membre del Eduskunta (Parlament de Finlàndia) pel Partit de la Coalició Nacional. El mateix any es presentà a les primàries per liderar el seu partit, però va perdre. Finalment el 2001 fou elegit vicelíder del partit, sota el lideratge de Ville Itälä, i finalment quan aquest presentà la seva renúncia el 2004, Katainen fou elegit líder.
Fou reelegit diputat als comicis de 2003 i 2007.
Després d'aquestes últimes eleccions l'aleshores Primer ministre Matti Vanhanen (del Partit del Centre) el nomenà Viceprimer Ministre i Ministre de Finances, en un govern fomat pel Partit del Centre, el Partit de la Coalició Nacional, la Lliga Verda i el Partit Popular Suec.
Al novembre del 2008, el Financial Times va escollir Katainen com el millor ministre de finances d'Europa.
A les eleccions del 17 d'abril de 2011, Katainen repetí com a candidat a primer ministre, i aconseguí la victòria.
Finalment, el 22 de juny de 2011 fou nomenat Primer ministre en un govern de coalició integrat per sis partits (el Partit de Coalició Nacional, el Partit Socialdemòcrata, l'Aliança d'Esquerra, la Lliga Verda, el Partit Popular Suec i els Demòcrata-Cristians. El 24 de juny de 2014 deixà el càrrec per convertir-se en nou comissari d'Afers Monetaris i Financers, en substitució del dimissionari Olli Rehn. L'1 de novembre del mateix any canvià a Comissari Europeu d'Indústria i Esperit Empresarial|Comissari Europeu d'Ocupació, Creixement, Inversions i Competitvitat.

## Vida personal
Està casat des del 2003 amb Mervi Katainen, amb qui té 2 filles. A part del finlandès, és fluent en anglès i suec.